# إيمانويل دي غريغوريو
إيمانويل دي غريغوريو (بالإيطالية: Emanuele Di Gregorio)‏ هو منافس ألعاب قوى إيطالي، ولد في 13 ديسمبر 1980 في كاستيلاماري ديل غولفو في إيطاليا.

## وصلات خارجية
- إيمانويل دي غريغوريو على موقع الاتحاد الدولي لألعاب القوى (الإنجليزية)
- إيمانويل دي غريغوريو على موقع الاتحاد الإيطالي لألعاب القوى (الإيطالية)
- إيمانويل دي غريغوريو على موقع الدوري الماسي (الإنجليزية)
- إيمانويل دي غريغوريو على موقع أوليمبيديا (الإنجليزية)